# Neoiphinoe echinata
Neoiphinoe echinata is een slakkensoort uit de familie van de Capulidae. De wetenschappelijke naam van de soort is voor het eerst geldig gepubliceerd in 1998 door Egorov & Alexeyev.